# Fred van Trigt
Fredericus Quirinus Andreas (Fred) van Trigt (Hillegom, 16 juni 1962) is een Nederlands politicus en bestuurder. Hij is lid van het CDA. Sinds 7 oktober 2020 is hij burgemeester van Zoeterwoude.

## Maatschappelijk leven

### Loopbaan
Van Trigt volgde de lagere school aan de Johannesschool in Hillegom en de middelbare school aan het Fioretti College in Lisse. Daarna ging hij naar de Academie voor Lichamelijke Opvoeding en gaf hij enkele jaren lichamelijke opvoeding in zowel het basis- als voortgezet onderwijs. Hij was daarna van 1999 tot 2018 werkzaam in het bedrijfsleven als interim-manager en directeur voor diverse sportaccommodaties.

### Nevenfuncties
Van Trigt was naast het bedrijfsleven actief als trainer en bestuurslid bij diverse sportverenigingen. Hij werd in december 2021 voorzitter van het Platform Religieus Erfgoed Zuid-Holland en in november 2022 lid van het dagelijks bestuur van K80.

### Privéleven
Van Trigt trouwde en kreeg een zoon en dochter.

## Politiek leven

### Hillegom
Van Trigt was van 2008 tot 2010 burgerraadslid van Hillegom en zat in de raadscommissie ruimte en wonen. Van 2010 tot 2016 en in 2018 was hij gemeenteraadslid van Hillegom. Van 2010 tot 2016 was hij CDA-fractievoorzitter. Bij zowel de gemeenteraadsverkiezingen van 2014 als de gemeenteraadsverkiezingen van 2018 was hij de CDA-lijsttrekker.
Van Trigt was vanaf 2016 wethouder van Hillegom, vanaf 2018 voltijds. In zijn portefeuille had hij Wmo, jeugd, gezondheid, sport, onderwijs (inclusief huisvesting), accommodaties en welzijn (inclusief kunst en cultuur). Daarnaast was hij vanaf 2018 de 2e locoburgemeester en verantwoordelijk voor de projecten nieuwbouw Giraf, Upgrading Solution, integrale toegang tot zorg en nieuwbouw Leerwinkel/Jozefschool.

### Zoeterwoude
Van Trigt werd op 7 oktober 2020 burgemeester van Zoeterwoude. Hij kreeg er ambassadeur van Zoeterwoude, algemene & bestuurlijke zaken (incl. integriteit), openbare orde & veiligheid (incl. ondermijning-informatie/digitale veiligheid-GHOR), personeel & organisatie, juridische zaken, regionaal gezondheidsbeleid (GR Hecht), communicatie-participatie-dienstverlening, opvang Oekraïense ontheemden, nieuwbouw Bernardusschool en uitbreiding Het Avontuur in zijn takenpakket.